# インターネット・ミーム
インターネットミーム（英: Internet meme）とは、インターネットを通じて人から人へ広がってゆく文化・行動である。一般的に、ジョーク、噂話、動画、ウェブサイト等のウェブ上のコンテンツが伝播していく現象を説明する際に用いられる。発生元の形のまま広がる場合もあるが、他ユーザーの派生物がしばしば生み出され発展していくことがその特色とされる。

## 概要
「ミーム（meme）」という語は、文化現象の広まる原理を説明するためにリチャード・ドーキンスによって造られた新造語である。1976年の彼の著書『利己的な遺伝子』において初めて用いられた。ここで「ミーム」という語は、自然淘汰に類似した影響を受けながら、人から人へと模倣によって伝達され増殖していく文化情報の単位と位置付けられている。いわば文化伝達における「遺伝子（gene）」として、「ミーム」は定義付けられた。
ドーキンスは、2013年にインターネットミームについて言及し、インターネットミームは人間の創造性によって意図的に改編される、模倣に正確さが求められないミームであると特徴づけた。これは、無目的に起きる変異（突然変異）を正確な複製で拡大していく遺伝子、及びドーキンスの著書で用いられていた意味での「ミーム」とは異なる特徴である。しかしドーキンスは、「ミーム」はバイラルに広がるあらゆる文化を含む語であり、従ってインターネットで流行している何かを指して「ミーム」と称する事はオリジナルの意味とさほど離れていないとインタビューで説明している。
インターネットミームには、通常のミームにない特質が存在する。インターネットを通じて拡散されるため、ウェブ上に追跡および分析可能な痕跡がはっきり残るという点である。これにより、発生した起源と拡散する過程の追跡を他のミームよりも容易に行うことが出来る。
インターネットミームはそれ自体が言語であり、人々の間に集団的なアイデンティティを構築する能力を備えている。ユーモアのセンスを共有することは、互いの類似性を確認し合う作業であり、結果として集団の結束を強める。わけても特別な知識の共有を前提とするインターネットミームは、一般的に「内輪ネタ」と呼ばれる特定の文脈に基づく集団内ユーモアの役割を果たすため、強力なグループのアイデンティティと連帯感を生み出す要素となる。こうした特性から、ミームの下にマイノリティの集団的アイデンティティ形成を図る、相手陣営に批判的なミームを共有して政治的連帯を強める、感覚を刺激するミームで陰謀論を人々に共有させるなど多種多様な用途で、インターネットミームは人々に活用されてきた。インターネットミームは、ウェブ上のみならず、現実の社会や文化に多大な影響を与えている。

## 歴史
インターネットの初期には、このようなコンテンツは主に電子メールかUsenetのディスカッション・コミュニティーを通じて拡がっていった。掲示板とニュースグループもまた人気を博していた、なぜならそれらは情報、つまりはミームを短い時間でインターネットの様々な利用者層の間で共有することを可能にしたからである。これらが人々のコミュニケーションを助長した結果、通常では触れ合うことのないミームの一群同士の間にも交わりが生じた。更にそれらは掲示板やニュースグループの人々によるフィードバック、コメント、意見などを求めることでのミーム共有を活発に促進した。インターネット上にみられる増大したミームの伝播のその他の要因としてはそのインタラクティヴ性がある。出版物やラジオ、テレビはどれも基本的には受動的な経験であり、全ての認知プロセスに読者やリスナー、視聴者の存在を必要とするのに比べて、インターネット社会では現象の拡散をより手軽に行える。現象の多くは検索エンジン、インターネット・フォーラム、ソーシャルネットワーキングサービス、ソーシャルニュースサイト、動画共有サービスをも通じて拡大する。インターネットの情報を拡散する能力の多くは検索エンジンでのサーチ結果によって補強されており、これによってユーザーは情報がはっきりしないミームであっても見つけることができる。

## 発展と拡大
あるインターネット・ミームは、偶然ないし解説・模倣・パロディを通して、またはそれ自体に関するニュースを取り込むことによって、同じまま保たれたり、時と共に発展していったりする。インターネット・ミームの発展と拡大は非常に迅速であり、時には世界規模の知名度に短い日数で達する場合もある。インターネット・ミームは通常は幾分かの社会的相互作用または大衆文化の参照、すなわち人々が普段自分たち自身を見出せる場所から形成される。その急速な成長とインパクトは研究者や産業経営者の注目を集めている。学問の分野では、研究者たちはインターネット・ミームがどの様に発展するかのモデルを作ったり、どのミームが生き残ってウェブ上に拡大するかを予測したりしている。商業の分野では、安価なマス広告の形態としてバイラル・マーケティングが使われる。
経験的アプローチによる一つの研究がある。それはミームの特徴と振る舞いとを、ミームの拡散したネットワークとは独立して研究したものであり、その結果、成功したミームの拡散に関しての一連の結論が出された。例えば、その研究によれば見る者の注目のための競争に留まらないインターネット・ミームは通常は短命に終わるが、それでもなおネット利用者の創造性を通じて、ミームとミームとが互いに協力しあってより強く生き残っていくこともあるという。また逆説的なことに、全期間の平均よりも有意に高い人気を持った時期、すなわち人気の頂点を経験するミームは通常はそれがユニークでない限り生き残りが期待できない一方で、その様な人気の頂点を持たないミームは他のミームと共に使われてより強く生き残っていくのだという。
ドミニク・バスルトは2013年に『ワシントン・ポスト』へ寄稿した中で、ミームは人類文化のほんの切れ端を伝達するようになっており、それは元々ドーキンスが思い描いたように何世紀にもわたり生き残り、そしてその代わりに費用のかかる大きなアイデアでの陳腐な事柄を伝達するのだと、インターネットの成長とマーケティング・広告産業の慣習について主張した。

## マーケティング
宣伝活動、広告およびマーケティングの専門家はインターネット・ミームをバイラル・マーケティングやゲリラ・マーケティングの一形態に含めて、「口コミ」でのマーケティング（バズマーケティング）を商品・サービスの一環とするようになった。
市場の商品・サービスにミームを用いる営業手段はミームマーケティング（Memetic marketing）として知られている。インターネット・ミームには費用効果があり、そして（時に自覚的に）一時的な流行となるために、意識的・流行的なイメージを創造する方法として用いられる。
例えば、インターネット・ミームをそうしなければポジティブな評判を受けないであろう映画を注目させるために使うことがある。2006年の映画『スネーク・フライト』はこのやり方を通じて広く世間の注目を浴びた。
ミームマーケティングの例としては、FreeCreditReport.comの歌による広告キャンペーンや、剥製師のチャック・テスタの広告の"Nope, Chuck Testa"ミーム、メトロ・トレインズ・メルボルンの公共アナウンスメント広告キャンペーン"Dumb Ways to Die"などがある。

## インターネットチャレンジ
インターネット・ミームの一つに、「◯◯チャレンジ」と呼ばれる一連の流行が存在する。インフルエンサーなどが提示する「課題」に対して視聴者等が挑戦（Challenge）してその様子を動画撮影して、またインターネットに投稿・拡散していくというスタイルを取る。

### ポジティブな効果
筋萎縮性側索硬化症の周知のため氷水をかぶる「アイス・バケツ・チャレンジ」が流行した。2019年には「TrashTag」タグを付けて町中のゴミの清掃前と清掃後の写真を比較するという、ボランティアのミームも流行した。

### ネガティブな効果
YouTubeやTikTokなどのプラットフォーム上で、青い鯨チャレンジやファイアーチャレンジ（自分の体に着火してその動画を撮影する）など危険な課題に挑戦して怪我を負うなどの問題が発生している。YouTubeでは規約で年少者が真似をしかねない危険な行動の動画投稿を禁止した。

## 関連文献
- Blackmore, Susan (March 16, 2000). The Meme Machine (Volume 25 of Popular Science Series ed.). Oxford University Press, 2000. p. 288. ISBN 019286212X 2012年11月30日閲覧。
- Shifman, Limor (Nov 8, 2013). Memes in Digital Culture. MIT Press, 2013
- Wiggins, Bradley, and Bowers, G. Bret.（2014）. Memes as genre: A Structurational Analysis of the Memescape. New Media & Society. In Press.